# Dekanmè
Dekanmè är ett arrondissement i kommunen Kpomassè i Benin. Den hade 8 581 invånare år 2002.